# Quem Tem Medo de Lobisomem?
Quem tem medo de lobisomem? é um filme brasileiro de 1975, do gênero aventura,  dirigido por Reginaldo Farias.

## Sinopse
Dois jovens em busca de aventura encontram Iracema, uma noiva que foi abandonada no altar. Eles lhe dão uma carona e encontram uma família estranha, um casal com sete filhas e um filho. De acordo com a lenda, um homem que nasce após sete mulheres se tornará um lobisomem.

## Elenco
- Reginaldo Farias .... Neto
- Stephan Nercessian .... Lula
- Neuza Amaral .... Márcia
- Carlos Kroeber .... Leão
- Cristina Aché .... Sílvia
- Zanone Ferrite .... Pedro
- Camila Amado .... Iracema
- Fátima Freire

## Comentários
Segundo o depoimento do ator Stepan Nercessian à apresentadora Vera Barroso do programa Caderno de Cinema na rede de TV, TV Brasil, o filme na verdade foi um protesto velado contra o regime da ditadura. Como não poderia abordar temas políticos devido a censura da época, o autor do filme aborda os horrores da ditadura num cenário de filme de terror, onde os personagens, Neto (Reginaldo Farias) e Lula (Stepan Nercessian), ficam perdidos na estrada e acabam em uma fazenda sombria. Lá eles caem nas "garras" do Coronel (Carlos Kroeber) que começa as ditar "regras", impondo-lhes que eles se casem com suas filhas e que jamais sairiam da fazenda (passando ao público a ideias de comprometimento com o regime militar implantado, e com a proibição do exílio). Ao desobedecer as regras impostas, o Coronel fica enfurecido com as atitude subversivas e resolve solta o lobisomem (onde representaria o exército) contra eles. Neto e Lula desesperados começam a gritar: Isso aqui está um terror! - Dando-lhes a ideia velada que o Brasil naquele instante de 1974 estaria insuportável para se viver.
O filme teria sido inspirado em uma história real que aconteceu em Macuco, cidade no interior do estado do Rio de Janeiro. No começo da década de 1970 a localidade ficou conhecida nacionalmente pelo avistamento, por parte dos moradores, de um lobisomem que aterrorizou a cidade. O fato envolveu um misto de histeria coletiva, especulação política e pilhéria gerada por um morador local, o Cadito. Reginaldo Farias dirigiu e protagonizou uma película mentempsicótica, chamada Quem tem medo de lobisomem?, que usava as cidades de Cordeiro e Nova Friburgo como cenários, mas tinha como inspiração os eventos ocorridos em Macuco 

## Principais prêmios e indicações
Troféu APCA 1976
- Venceu na categoria de melhor diretor.

1. ↑  «'A volta do umbigo de Diego Vieira'» online ed. A Voz da Serra. 12 de abril de 2011. Consultado em 4 de novembro de 2017
2. ↑  «'Nos rincões da narrativa fantástica'» online ed. A Voz da Serra. 28 de janeiro de 2017. Consultado em 4 de novembro de 2017